# L’Estaque
Koordinaten: 43° 21′ 41″ N, 5° 18′ 51″ O

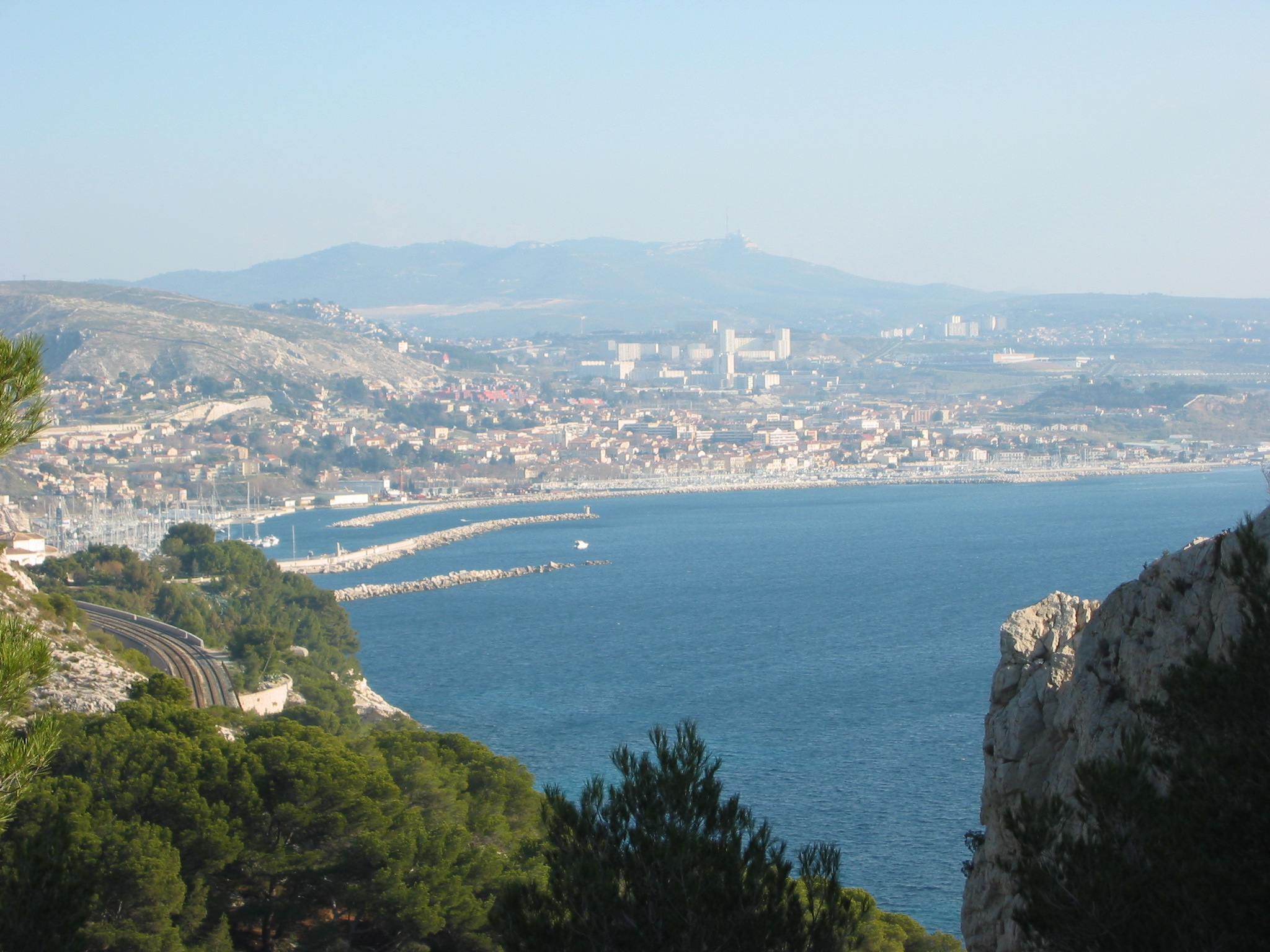
L’Estaque, 2006

L’Estaque (provençalisch L’Estaca) ist ein ehemaliges Fischerdorf mit heute etwa 6000 Einwohnern, das im Jahr 1946 als Teil des 16. Arrondissements nach Marseille eingemeindet wurde. Von Marseille aus verkehren Straßenbahnen und Busse in Richtung L’Estaque.

## Lage und Klima
L’Estaque liegt an der Rade de Marseille etwa 10 km in nordwestlicher Richtung vom Zentrum Marseilles entfernt. Westlich von L’Estaque beginnt die Côte Bleue. Die Hügelkette Chaîne de l’Estaque gab dem Ort seinen Namen. Das Klima ist meist mild bis warm; an manchen Tagen jedoch fegt der kalte und stürmische Mistral das Rhône-Tal hinab und sorgt für einen deutlichen Rückgang der Temperaturen.

## Wirtschaft
Bis in die Mitte des 20. Jahrhunderts war L’Estaque das bedeutendste französische Zentrum der Dachziegel-Produktion; es gab zeitweise bis zu 20 Brennereien. Von hier wurden die Ziegel (tuiles) zu den nahegelegenen Häfen gebracht und auf Schiffen in alle Welt exportiert.

## Geschichte
Die Gegend um Marseille war bereits in antiker Zeit besiedelt: Ligurer, Griechen, Römer und Gallo-Römer folgten aufeinander und prägten das Selbstverständnis der Einwohner bis in die heutige Zeit.
Im März 1894 bestreikten französische und italienische Arbeiter gemeinsam und in aller Einvernehmlichkeit die Ziegelfabrikanten, obschon die Erinnerung an die Gewalt arbeitsloser Franzosen gegen ihre billiger angestellten italienischen Kollegen im Massaker von Aigues-Mortes noch ganz frisch war.

## Künstlerdorf

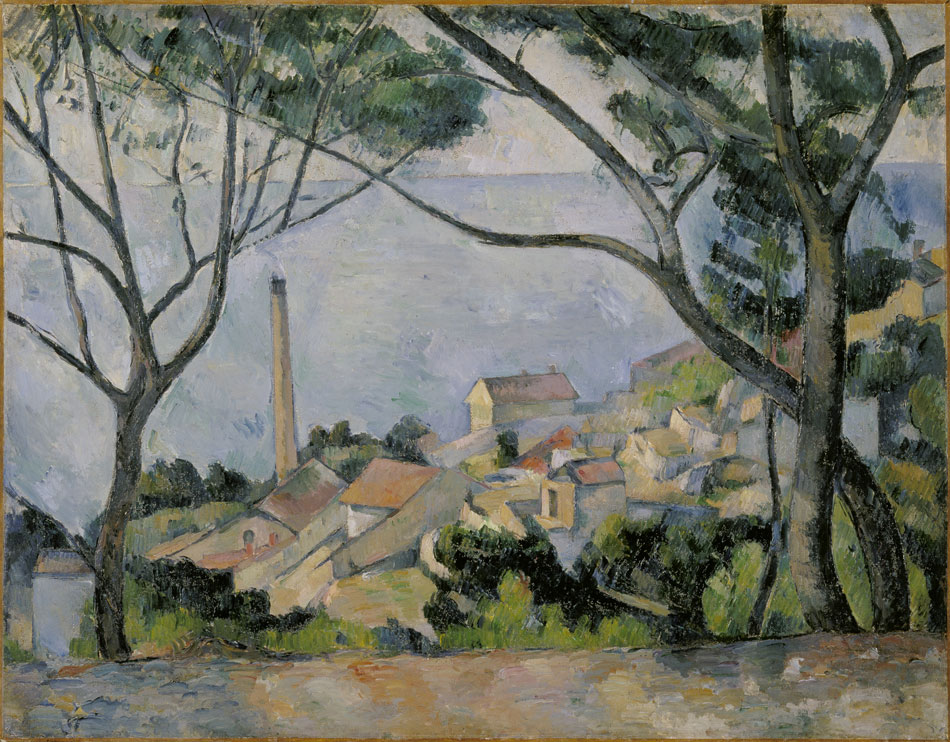
Paul Cézanne: L’Estaque mit Ziegelei-Kamin, um 1878

Der Ort wurde von Georges Braque, Paul Cézanne, Raoul Dufy und vielen anderen bildenden Künstlern besucht und hat die Künstler inspiriert. Braques Gemälde von 1908, Häuser in L’Estaque, rief erstmals den Begriff des Kubismus hervor.
Ein wenig von diesem ehemaligen Künstlerdorf bzw. dessen Vergangenheit ist auch heute noch spürbar: Die Einwohner unterscheiden sich von den anderen Marseillais und machen kein Hehl daraus, sich zur etwa 30 Busminuten entfernten Stadt nicht zugehörig zu fühlen (Linie 35 – von La Joliette, vorbei am neuen Hafen, von dem aus auch die großen Fähren nach Korsika und Afrika fahren).
In den 1990er Jahren hat Robert Guédiguian L’Estaque mit seinem Film Marius und Jeannette/Marius et Jeannette in den Blickpunkt der Öffentlichkeit gerückt. Guédiguian ist Einheimischer (Marseillais), mit armenischem Vater und deutscher Mutter. Sein Film zeigt entsprechend dem französischen Film dialogfreudig-unterhaltend und auf hohem Niveau den heutigen Alltag der sogenannten kleinen Leute von L’Estaque, angesiedelt im Mikrokosmos der Umgebung dieser für L’Estaque typischen, ineinander verschachtelten kleinen Häuschen.

## Persönlichkeiten
- Serge-Thomas Bonino OP (* 1961), Ordensgeistlicher und Theologe